# László Nagy (handbalist)
László Nagy (n. 3 martie 1981, Székesfehérvár) este un handbalist internațional maghiar care evoluează la clubul MKB Veszprém KC, al cărui căpitan este.
Nagy a fost votat de cititorii revistei de handbal Handball Planet drept cel mai bun jucător (masculin) de handbal din anul 2011.